# Lasconotus montanus
Lasconotus montanus is een keversoort uit de familie somberkevers (Zopheridae). De wetenschappelijke naam van de soort werd in 2003 gepubliceerd door Nikolay Borisovich Nikitskiy & Slipinski.